# St. Margaretha (Zimmern)

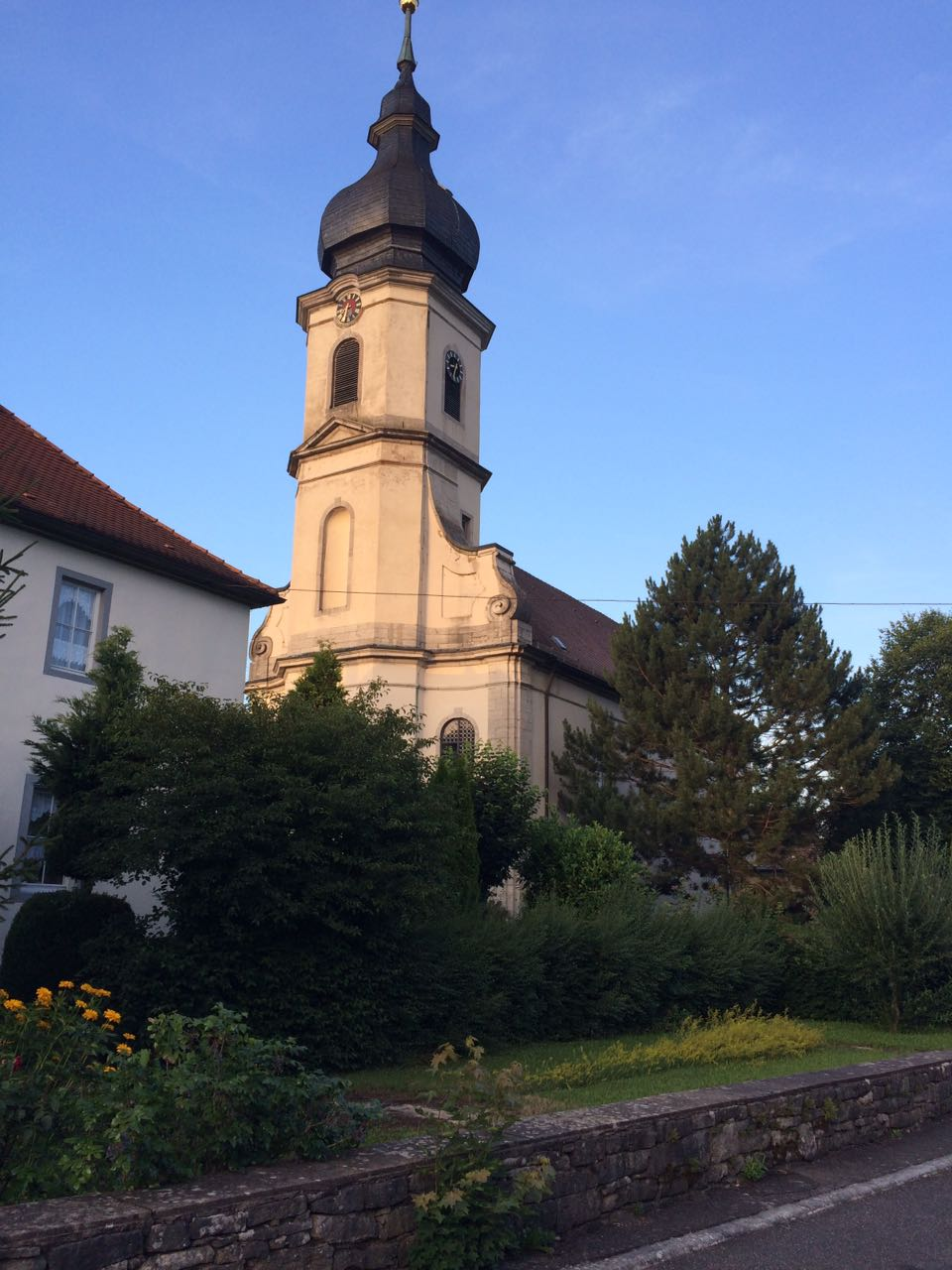
St. Margaretha in Zimmern

Die römisch-katholische Kirche St. Margaretha in Zimmern, einem Stadtteil von Grünsfeld im Main-Tauber-Kreis, ist eine im Jahre 1768 erbaute Barockkirche.

## Geschichte
Bei der Pfarrkirche St. Margaretha handelt es sich um einen Barockbau. Sie wurde 1768, anstelle eines wegen Baufälligkeit abgerissenen Gotteshauses, nach Plänen des Würzburger Hofarchitekten Johann Michael Fischer errichtet. Ein besonderes Kunstwerk ist die Urban-Statue, die von einem unbekannten Meister zwischen 1480 und 1500 erschaffen wurde.
Die Kirche gehört heute zur Seelsorgeeinheit Grünsfeld-Wittighausen des Dekanats Tauberbischofsheim, des Erzbistums Freiburg.

## Glocken

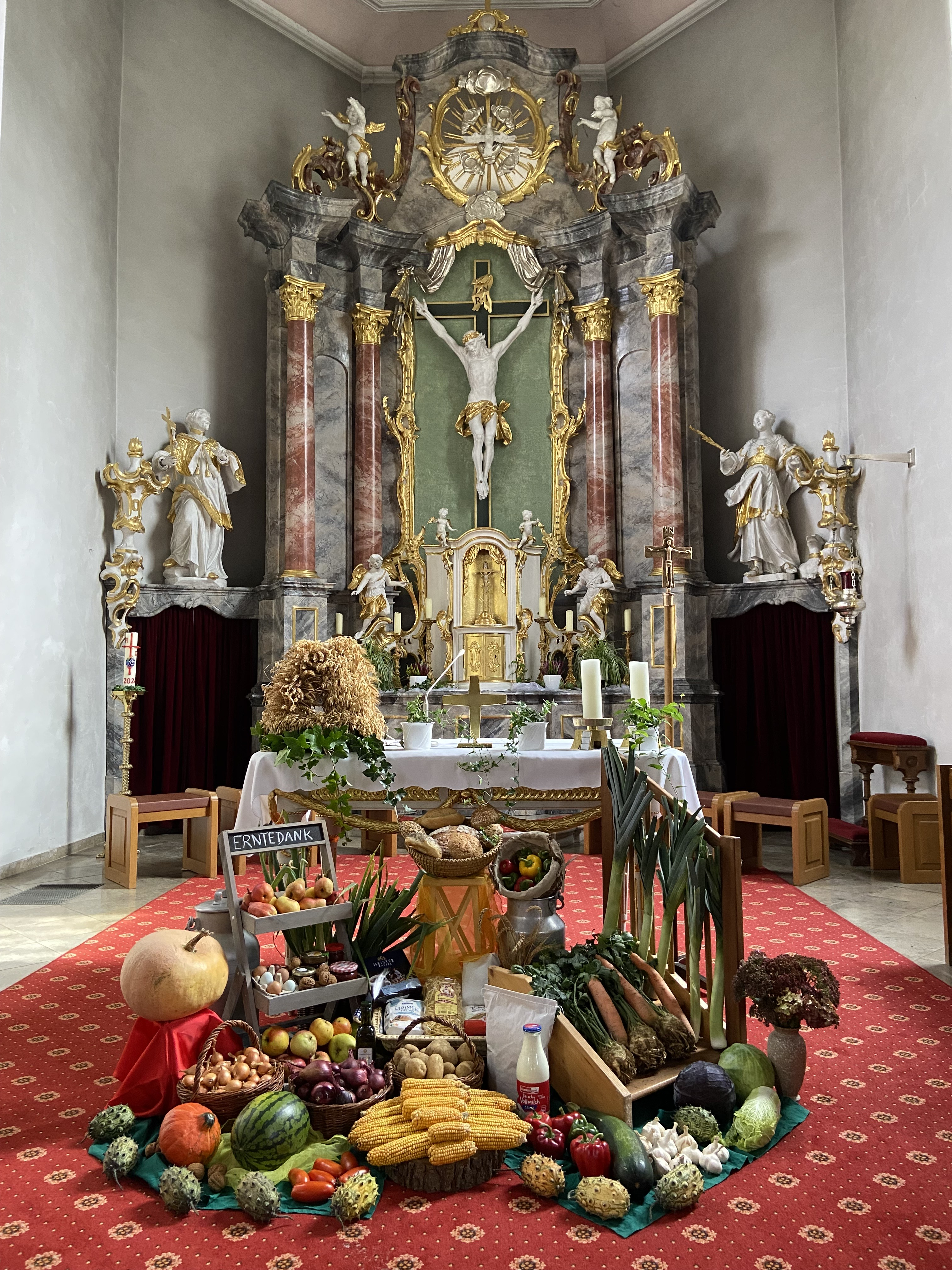
Der von Erntedank-Gaben umgebene Hauptaltar in St. Margaretha, 2024

Im mittig in der Eingangsfassade stehenden Kirchturm der Pfarrkirche St. Margaretha hängt in einem Holzglockenstuhl ein vierstimmiges Glockengeläut, das 1958 in der Heidelberger Glockengießerei Friedrich Wilhelm Schilling hergestellt wurde. Unterhalb der Glockenstube wird auf einer der Turmzwischenetagen noch ein sehr altes Uhrwerk aufbewahrt, das nicht mehr in Betrieb ist. Heute verfügt der Turm auf drei Seiten über elektrisch betriebene Zifferblätter. Die Glocken 4 (Viertelstundenschlag) und 2 (Stundenschlag) sind in den Uhrschlag der Turmuhr einbezogen.
Übersicht
| Glocke | Name            | Durchmesser | Gewicht | Schlagton |
| ------ | --------------- | ----------- | ------- | --------- |
| 1      | Hl. Margaretha  | 1253 mm     | 1142 kg | dis'+1    |
| 2      | Hl. Maria       | 1043 mm     | 0659 kg | fis'+3    |
| 3      | Hl. Josef       | 0927 mm     | 0510 kg | gis'+1    |
| 4      | Hl. Schutzengel | 0802 mm     | 0334 kg | h'+3      |